# Pfanner
Hermann Pfanner Getränke GmbH er en østrigsk producent af frugtjuice, iste og frugtjuicekoncentrat. De producerede over 420 mio. liter i 2010 og de 80 % eksporterede de til 80 lande. Pfanner har hovedkvarter i Lauterach i Vorarlberg.
Virksomheden blev etableret af Max Hermann Pfanner i 1856, som et i huset bryggeri. I 1933 producerede de deres første frugtjuice.